# Oulunsalo
Oulunsalo (föråldrat svenskt namn: Uleåsalo) var en kommun i landskapet Norra Österbotten i Uleåborgs län. Oulunsalo hade 31 december 2012 9 878 invånare och en yta på 81,65 kvadratkilometer.
Oulunsalo var en enspråkigt finsk kommun.
Inom kommunens område låg Uleåborgs flygplats samt färjeförbindelsen till Karlö.
Kommunerna Oulunsalo, Kiminge, Haukipudas och Överijo uppgick den 1 januari 2013 i Uleåborgs stad. Det var ursprungligen meningen att även Muhos skulle ingå i sammanslagningen.

## Administrativ historik
1 januari 2004 skedde flera gränsändringar av kommunens område. Från Kempele kommun tillfördes ett område med 17 invånare och i motsatt riktning överfördes ett område med 8 invånare. Ett område med 12 invånare överfördes till Uleåborgs stad och ett område med 6 invånare överfördes till Överkiminge.

## Politik

### Mandatfördelning i Oulunsalo kommun, valen 1976–2008
| 6 | 2 | 4 | 9 |

| 6 | 3 | 6 | 8 | 4 |

| 4 | 3 | 6 |  | 8 | 5 |

| 4 | 2 | 4 |  | 11 | 5 |

| 4 | 3 |  | 4 |  | 11 | 3 |

| 4 | 2 |  | 5 | 11 | 4 |

| 5 | 2 | 2 | 4 | 18 | 4 |

| 6 | 2 | 3 | 18 | 6 |

| 24 | 11 |

| 6 | 2 | 3 | 2 | 14 | 8 |

| 22 | 13 |